# Aiguebelle
Aiguebelle (Savoyaards: Égouabèla) is een plaats en voormalige gemeente in het Franse departement Savoie (regio Auvergne-Rhône-Alpes) en telt 901 inwoners (1999). De gemeente maakt deel uit van het arrondissement Saint-Jean-de-Maurienne. De inwoners worden Aiguebellins genoemd. Aiguebelle is op 1 januari 2019 gefuseerd met de gemeente Randens tot de gemeente Val-d'Arc

## Geografie
De oppervlakte van Aiguebelle bedraagt 3,9 km², de bevolkingsdichtheid is 231,0 inwoners per km². De plaats ligt in de Maurienne, aan de linkeroever van de Arc. Er is een kleine brug naar Randens aan de overkant.
De onderstaande kaart toont de ligging van Aiguebelle met de belangrijkste infrastructuur en aangrenzende gemeenten.

## Verkeer en vervoer
In de gemeente ligt spoorwegstation Aiguebelle.

## Demografie
Onderstaande figuur toont het verloop van het inwonertal (bron: INSEE-tellingen).